# Otites cinerosa
Otites cinerosa är en tvåvingeart som beskrevs av Friedrich Georg Hendel 1911. Otites cinerosa ingår i släktet Otites och familjen fläckflugor.
Artens utbredningsområde är Algeriet. Inga underarter finns listade i Catalogue of Life.